# Basketbol Süper Ligi 2020-21
La Basketbol Süper Ligi 2020-21 fue la edición número 55 de la Basketbol Süper Ligi, la máxima competición de baloncesto de Turquía. La temporada regular comenzó el 26 de septiembre de 2020 y los playoffs acabarán en junio de 2021. La Federación turca de baloncesto canceló la temporada anterior a consecuencia de la pandemia por el coronavirus. El campeón fue el Anadolu Efes, que conseguía así su decimoquinto título de liga.

## Equipos temporada 2020-21
El 29 de junio se anunció que el İstanbul Teknik Üniversitesi B.K. abandonaba la competición debido a problemas financieros. Su puesto sería ocupado por el Petkim Spor Kulübü. El 21 de agosto, el Bandırma Basketbol İhtisas Kulübü anunció también que renuciaba a la competición por problemas económicos. Ese mismo día la Federación turca de baloncesto anunció que la conmpetición quedaría reducida a 15 equipos, pero el 15 de septiembre la Junta Arbitral de Deportes decidió que la solicitud de Merkezefendi Belediyesi Denizli Basket era válida y podrían ser el equipo 16 de liga. Sin embargo, el día 18 de septiembre la federación anunció que sería el Fethiye Belediyespor el equipo que completaría el cuadro..
| Equipo                            | Ciudad         | Pabellón                           | Capacidad |
| --------------------------------- | -------------- | ---------------------------------- | --------- |
| Afyon Belediye                    | Afyonkarahisar | Afyon Atatürk Sports Hall          | 2,000     |
| Anadolu Efes                      | Estambul       | Sinan Erdem Dome                   | 16,000    |
| Bahçeşehir Koleji                 | Estambul       | Caferağa Sports Hall               | 1,500     |
| Beşiktaş Sompo Japan              | Estambul       | BJK Akatlar Arena                  | 3,200     |
| Darüşşafaka                       | Estambul       | Volkswagen Arena Istanbul          | 5,000     |
| Arel Üniversitesi Büyükçekmece    | Estambul       | Gazanfer Bilge Spor Salonu         | 3,000     |
| Fenerbahçe                        | Estambul       | Ülker Sports Arena                 | 13,800    |
| Lokman Hekim Fethiye Belediyespor | Fethiye, Muğla | Eldirek Spor Salonu                | 2,000     |
| Frutti Extra Bursaspor            | Bursa          | Tofaş Nilüfer Sports Hall          | 7,500     |
| Galatasaray Odeabank              | Estambul       | Sinan Erdem Dome                   | 16,000    |
| Gaziantep Basketbol               | Gaziantep      | Karataş Şahinbey Sport Hall        | 6,400     |
| OGM Ormanspor                     | Ankara         | Ankara Arena                       | 10,400    |
| Petkim Spor                       | İzmir          | Aliağa Belediyesi ENKA Spor Salonu | 3,000     |
| Pınar Karşıyaka                   | İzmir          | Karşıyaka Arena                    | 5,000     |
| Tofaş                             | Bursa          | Tofaş Nilüfer Sports Hall          | 7,500     |
| Türk Telekom                      | Ankara         | Ankara Arena                       | 10,400    |

## Temporada regular

### Clasificación
|                                                        | Equipo                            | J  | G  | P  | PF   | PC   | Puntos | DP   |
| ------------------------------------------------------ | --------------------------------- | -- | -- | -- | ---- | ---- | ------ | ---- |
| 1                                                      | Anadolu Efes                      | 30 | 29 | 1  | 2664 | 2267 | 59     | 397  |
| 2                                                      | Fenerbahçe Beko                   | 30 | 22 | 8  | 2627 | 2291 | 52     | 336  |
| 3                                                      | Pınar Karşıyaka                   | 30 | 21 | 9  | 2527 | 2320 | 50     | 207  |
| 4                                                      | Tofaş                             | 30 | 19 | 11 | 2597 | 2444 | 49     | 153  |
| 5                                                      | Beşiktaş Sompo Japan              | 30 | 19 | 11 | 2567 | 2435 | 48     | 132  |
| 6                                                      | Türk Telekom                      | 30 | 17 | 13 | 2493 | 2458 | 47     | 35   |
| 7                                                      | Darüşşafaka                       | 30 | 16 | 14 | 2481 | 2392 | 46     | 89   |
| 8                                                      | Gaziantep Basketbol               | 30 | 15 | 15 | 2272 | 2266 | 45     | 6    |
| 9                                                      | Frutti Extra Bursaspor            | 30 | 13 | 17 | 2403 | 2525 | 43     | -122 |
| 10                                                     | HDI Sigorta Afyon Belediye        | 30 | 12 | 18 | 2455 | 2633 | 42     | -178 |
| 11                                                     | Bahçeşehir Koleji                 | 30 | 10 | 20 | 2431 | 2471 | 40     | -40  |
| 12                                                     | Petkim Spor                       | 30 | 10 | 20 | 2383 | 2451 | 40     | -68  |
| 13                                                     | Galatasaray Doğa Sigorta          | 30 | 11 | 19 | 2505 | 2613 | 40     | -108 |
| 14                                                     | Arel Üniversitesi Büyükçekmece    | 30 | 10 | 20 | 2408 | 2613 | 40     | -205 |
| 15                                                     | Lokman Hekim Fethiye Belediyespor | 30 | 9  | 21 | 2305 | 2613 | 39     | -308 |
| 16                                                     | OGM Ormanspor                     | 30 | 7  | 23 | 2350 | 2676 | 37     | -326 |
| Fuente: Basketbol Süper Ligi; actualización automática |                                   |    |    |    |      |      |        |      |

Notas

- Pınar Karşıyaka sancionado con un punto menos.[5]

### Resultados
| Local \ Visitante              | AEF    | BÇB    | BAH    | BJK    | DSK    | FEN     | BUR    | GAL     | GAZ    | AFY    | FET    | ORM    | PET    | KSK    | TOF    | TTA     |
| ------------------------------ | ------ | ------ | ------ | ------ | ------ | ------- | ------ | ------- | ------ | ------ | ------ | ------ | ------ | ------ | ------ | ------- |
| Anadolu Efes                   | —      | 98–79  | 89–66  | 84–80  |        | 85–72   | 91–58  | 90–80   | 102–63 | 86–67  | 101–85 | 95–75  | 87–80  | 74–61  | 87–85  | 83–78   |
| Arel Üniversitesi Büyükçekmece | 83–94  | —      | 66–92  | 89–104 | 88–85  | 93–91   | 68–73  | 105–101 | 71–90  | 95–83  | 66–59  | 89–82  | 86–83  | 77–90  | 75–88  | 75–86   |
| Bahçeşehir Koleji              | 76–100 | 83–74  | —      | 76–86  | 76–85  | 61–78   | 101–71 | 78–95   | 76–83  | 70–76  | 99–71  | 92–65  |        | 83–96  | 84–73  | 88–97   |
| Beşiktaş Sompo Japan           | 74–81  | 84–77  | 83–77  | —      | 98–93  | 74–83   | 69–84  | 82–64   | 84–81  |        | 76–65  | 85–91  | 96–94  | 72–84  | 94–85  | 94–60   |
| Darüşşafaka Tekfen             | 70–81  | 85–82  | 91–95  | 82–86  | —      | 64–66   | 78–75  | 91–82   | 82–75  | 102–77 | 96–81  | 90–68  | 99–78  | 86–77  | 72–85  | 84–72   |
| Fenerbahçe Beko                |        | 81–70  | 70–56  | 83–92  | 90–79  | —       | 90–54  |         | 97–102 | 94–74  | 113–74 | 105–72 | 93–70  | 117–59 | 81–84  | 99–77   |
| Frutti Extra Bursaspor         | 76–95  | 89–81  | 67–64  | 89–73  | 68–70  | 82–77   | —      | 73–92   | 78–90  | 81–75  | 89–84  | 104–89 | 95–89  | 81–94  | 83–70  | 107–108 |
| Galatasaray Doğa Sigorta       | 56–80  | 87–91  | 101–90 | 97–89  | 87–98  | 73–87   | 106–93 | —       | 86–90  | 110–70 | 71–68  | 89–87  | 65–89  | 74–86  | 79–91  | 94–89   |
| Gaziantep Basketbol            | 60–68  | 65–66  |        | 77–84  | 76–82  | 59–65   | 77–70  | 68–61   | —      | 84–88  | 84–64  | 76–87  | 76–64  | 59–55  | 68–67  | 70–66   |
| HDI Sigorta Afyon              | 103–85 | 79–74  | 77–89  | 73–96  | 80–79  | 87–97   | 76–70  | 97–80   | 78–70  | —      |        |        | 94–76  | 69–75  | 75–89  | 84–89   |
| Lokman Hekim Fethiye           | 84–90  | 83–70  | 76–105 | 87–83  | 54–78  | 86–93   | 75–89  | 91–82   | 60–90  | 100–89 | —      | 98–89  | 75–74  | 78–86  | 76–101 | 82–81   |
| OGM Ormanspor                  | 76–115 | 74–85  | 80–68  | 68–92  | 64–80  | 63–72   | 84–80  | 82–90   | 81–82  | 85–101 | 77–66  | —      | 90–106 |        | 77–76  | 90–97   |
| Petkim Spor                    | 71–75  | 98–77  | 72–77  | 82–72  | 78–70  | 67–80   | 108–80 | 83–64   | 67–66  | 78–81  | 69–79  | 83–76  | —      | 75–85  | 62–83  | 65–71   |
| Pınar Karşıyaka                | 89–98  | 117–82 | 82–79  |        | 89–78  | 83–79   | 84–85  | 92–94   | 72–65  | 96–82  | 92–55  | 86–57  | 97–80  | —      | 90–71  | 80–69   |
| Tofaş                          | 78–92  | 94–85  | 87–80  | 89–86  | 101–89 | 103–104 | 84–77  | 98–89   | 84–72  | 83–85  | 110–81 | 99–82  | 88–80  | 78–88  | —      | 78–64   |
| Türk Telekom                   | 84–86  | 95–89  | 101–88 | 85–94  | 79–69  | 81–82   | 83–82  | 81–77   | 84–66  | 89–86  | 87–75  | 83–64  | 89–71  | 81–61  | 87–95  | —       |

## Playoffs
|  | Cuartos de final | Cuartos de final    | Cuartos de final |                  |   | Semifinales     | Semifinales | Semifinales |  |   | Final        | Final | Final |  |
|  |                  |                     |                  |                  |   |                 |             |             |  |   |              |       |       |  |
|  |                  |                     |                  |                  |   |                 |             |             |  |   |              |       |       |  |
|  | 1                | Anadolu Efes        | 2                |                  |   |                 |             |             |  |   |              |       |       |  |
|  | 1                | Anadolu Efes        | 2                |                  |   |                 |             |             |  |   |              |       |       |  |
|  | 8                | Gaziantep Basketbol | 0                |                  |   |                 |             |             |  |   |              |       |       |  |
|  | 8                | Gaziantep Basketbol | 0                |                  | 1 | Anadolu Efes    | 3           |             |  |   |              |       |       |  |
|  |                  |                     |                  |                  | 1 | Anadolu Efes    | 3           |             |  |   |              |       |       |  |
|  |                  |                     | 5                | Beşiktaş Icrypex | 0 |                 |             |             |  |   |              |       |       |  |
|  | 4                | Tofaş               | 5                | Beşiktaş Icrypex | 0 | 0               |             |             |  |   |              |       |       |  |
|  | 4                | Tofaş               |                  |                  |   |                 |             |             |  |   |              |       |       |  |
|  | 5                | Beşiktaş Icrypex    | 2                |                  |   |                 |             |             |  |   |              |       |       |  |
|  | 5                | Beşiktaş Icrypex    | 2                |                  |   |                 |             |             |  | 1 | Anadolu Efes | 3     |       |  |
|  |                  |                     |                  |                  |   |                 |             |             |  | 1 | Anadolu Efes | 3     |       |  |
|  |                  |                     | 2                | Fenerbahçe Beko  | 0 |                 |             |             |  |   |              |       |       |  |
|  | 2                | Fenerbahçe Beko     | 2                | Fenerbahçe Beko  | 0 | 2               |             |             |  |   |              |       |       |  |
|  | 2                | Fenerbahçe Beko     |                  |                  |   |                 |             |             |  |   |              |       |       |  |
|  | 7                | Darüşşafaka Tekfen  | 0                |                  |   |                 |             |             |  |   |              |       |       |  |
|  | 7                | Darüşşafaka Tekfen  | 0                |                  | 2 | Fenerbahçe Beko | 3           |             |  |   |              |       |       |  |
|  |                  |                     |                  |                  | 2 | Fenerbahçe Beko | 3           |             |  |   |              |       |       |  |
|  |                  |                     | 3                | Pınar Karşıyaka  | 1 |                 |             |             |  |   |              |       |       |  |
|  | 3                | Pınar Karşıyaka     | 3                | Pınar Karşıyaka  | 1 | 2               |             |             |  |   |              |       |       |  |
|  | 3                | Pınar Karşıyaka     |                  |                  |   |                 |             |             |  |   |              |       |       |  |
|  | 6                | Türk Telekom        | 1                |                  |   |                 |             |             |  |   |              |       |       |  |
|  | 6                | Türk Telekom        | 1                |                  |   |                 |             |             |  |   |              |       |       |  |
|  |                  |                     |                  |                  |   |                 |             |             |  |   |              |       |       |  |

### Estadísticas
Hasta el 21 de abril de 2021.
| Pos | Jugador            | Equipo                          | VAL   |
| --- | ------------------ | ------------------------------- | ----- |
| 1   | Alperen Şengün     | Beşiktaş Icrypex                | 26.71 |
| 2   | Mouhammadou Jaiteh | Empera Halı Gaziantep Basketbol | 21.19 |
| 3   | Gabriel Olaseni    | Büyükçekmece Basketbol          | 20.56 |
| 4   | Raymar Morgan      | Pınar Karşıyaka                 | 19.88 |
| 5   | Kyle Wiltjer       | Türk Telekom                    | 19.25 |

| Pos | Jugador        | Equipo                     | PPP   |
| --- | -------------- | -------------------------- | ----- |
| 1   | Paco Cruz      | HDI Sigorta Afyon Belediye | 19.70 |
| 2   | Alperen Şengün | Beşiktaş Icrypex           | 19.39 |
| 3   | Kyle Wiltjer   | Türk Telekom               | 18.82 |
| 4   | James Blackmon | Beşiktaş Icrypex           | 18.50 |
| 5   | Erick Green    | Bahçeşehir Koleji          | 18.00 |

| Pos | Jugador            | Equipo                          | RPP   |
| --- | ------------------ | ------------------------------- | ----- |
| 1   | Mouhammadou Jaiteh | Empera Halı Gaziantep Basketbol | 10.88 |
| 2   | Alperen Şengün     | Beşiktaş Icrypex                | 9.39  |
| 3   | Gabriel Olaseni    | Büyükçekmece Basketbol          | 9.07  |
| 4   | Adrien Moerman     | Anadolu Efes                    | 7.85  |
| 5   | Rashard Kelly      | Empera Halı Gaziantep Basketbol | 7.63  |

| Pos | Jugador       | Equipo                          | APP  |
| --- | ------------- | ------------------------------- | ---- |
| 1   | Chris Wright  | HDI Sigorta Afyon Belediye      | 8.52 |
| 2   | Can Uğur Öğüt | Empera Halı Gaziantep Basketbol | 6.62 |
| 3   | Lamar Peters  | Frutti Extra Bursaspor          | 6.18 |
| 4   | Nick Johnson  | Türk Telekom                    | 6.14 |
| 5   | Tu Holloway   | OGM Ormanspor                   | 6.11 |

Fuente: BSL Stats

### Galardones
Galardones oficiales de la Basketbol Süper Ligi 2020-21.

#### MVP de la jornada
| Jornada | Jugador                | Equipo                            | VAL | Ref.   |
| ------- | ---------------------- | --------------------------------- | --- | ------ |
| 1       | Nando de Colo          | Fenerbahçe Beko                   | 26  | [ 6 ]  |
| 1       | Karvel Anderson        | Arel Üniversitesi                 | 26  | [ 6 ]  |
| 2       | Oğuz Savaş             | Frutti Extra Bursaspor            | 34  | [ 7 ]  |
| 3       | Rashard Kelly          | Gaziantep                         | 35  | [ 8 ]  |
| 4       | Thomas Wimbush         | Petkim Spor                       | 36  | [ 9 ]  |
| 5       | Mouhammadou Jaiteh     | Gaziantep Basketbol               | 30  | [ 10 ] |
| 6       | Erick Neal             | Lokman Hekim Fethiye Belediyespor | 40  | [ 11 ] |
| 7       | Krunoslav Simon        | Anadolu Efes                      | 48  | [ 12 ] |
| 8       | Grant Jerrett          | Darüşşafaka Tekfen                | 35  | [ 13 ] |
| 9       | Alperen Şengün         | Beşiktaş                          | 36  | [ 14 ] |
| 10      | Daryl Macon            | Galatasaray                       | 35  | [ 15 ] |
| 11      | Gabriel Olaseni        | Büyükçekmece Basketbol            | 42  | [ 16 ] |
| 12      | Alperen Şengün (2)     | Beşiktaş                          | 43  | [ 17 ] |
| 13      | Mouhammadou Jaiteh (2) | Gaziantep Basketbol               | 33  | [ 18 ] |
| 14      | Alperen Şengün (3)     | Beşiktaş                          | 39  | [ 19 ] |
| 15      | Tu Holloway            | OGM Ormanspor                     | 35  | [ 20 ] |
| 16      | Raymar Morgan          | Pınar Karşıyaka                   | 30  | [ 21 ] |
| 17      | James Blackmon         | Beşiktaş Icrypex                  | 32  | [ 22 ] |
| 18      | Nick Johnson           | Türk Telekom                      | 35  | [ 23 ] |
| 19      | Alperen Şengün (4)     | Beşiktaş Icrypex                  | 32  | [ 24 ] |
| 20      | Elgin Cook             | Lokman Hekim Fethiye Belediyespor | 41  | [ 25 ] |
| 21      | Amath M'Baye           | Pınar Karşıyaka                   | 26  | [ 26 ] |
| 22      | Alperen Şengün (5)     | Beşiktaş Icrypex                  | 34  | [ 27 ] |
| 23      | Amath M'Baye (2)       | Pınar Karşıyaka                   | 29  | [ 28 ] |
| 24      | Nando de Colo (2)      | Fenerbahçe Beko                   | 26  | [ 29 ] |
| 25      | Kyle O'Quinn           | Fenerbahçe Beko                   | 38  | [ 30 ] |
| 26      | İsmet Akpınar          | Bahçeşehir Koleji                 | 35  | [ 31 ] |
| 27      | Tarik Biberovic        | Fenerbahçe Beko                   | 37  |        |
| 27      | Jordan Crawford        | Galatasaray                       | 37  |        |
| 27      | Pierre Jackson         | Galatasaray                       | 37  |        |
| 28      | Adrien Moerman         | Anadolu Efes                      | 27  | [ 32 ] |
| 29      | Rashard Kelly (2)      | Empera Halı Gaziantep Basketbol   | 36  |        |
| 30      | Mouhammadou Jaiteh (3) | Empera Halı Gaziantep Basketbol   | 34  |        |

#### MVP del mes
| Mes       | Jugador            | Equipo                 | VAL  | Ref.   |
| 2020      | 2020               | 2020                   | 2020 | 2020   |
| --------- | ------------------ | ---------------------- | ---- | ------ |
| Octubre   | Alperen Şengün     | Beşiktaş               | 27.1 | [ 33 ] |
| Noviembre | Alperen Şengün     | Beşiktaş               | 31   | [ 34 ] |
| Diciembre | Alperen Şengün (3) | Beşiktaş Icrypex       | 24   | [ 35 ] |
| 2021      |                    |                        |      |        |
| Enero     | Alperen Şengün (4) | Beşiktaş Icrypex       | 25.4 | [ 36 ] |
| Febrero   | Gabriel Olaseni    | Büyükçekmece Basketbol | 28.0 | [ 37 ] |
| Marzo     | Alperen Şengün (5) | Beşiktaş Icrypex       | 24.7 | [ 38 ] |